# Luisa di Prussia (1829-1901)
Maria Luisa Anna di Prussia (Berlino, 1º marzo 1829 – Francoforte sul Meno, 10 maggio 1901) è stata una principessa prussiana.

## Biografia
Era la figlia del principe Carlo di Prussia, e di sua moglie, Maria di Sassonia-Weimar-Eisenach. Il regno di Prussia era governato da suo nonno Federico Guglielmo III di Prussia.
Visse tra il Palazzo del Principe Carlo a Berlino e il Castello Glienicke vicino a Potsdam. Suo padre era un famoso collezionista e mecenate delle arti. La madre era la nipote dell'imperatore Nicola I di Russia.

## Matrimonio
Sposò, il 27 giugno 1854 nel palazzo di Charlottenburg a Berlino, il principe Alessio d'Assia-Philippsthal-Barchfeld. Dopo il loro matrimonio il padre di Alessio morì diventando Langravio d'Assia-Philippsthal-Barchfeld.
La coppia non ebbe figli e dopo nove anni la coppia si separò. Il divorzio è stato depositato il 6 marzo 1861. Alessio non si è mai più sposato. Nel 1866 il territorio dell'Assia-Philippsthal-Barchfeld fu ceduto alla Prussia.

## Morte
Nel 1873 acquistò per 130.000 fiorini il castello di Montfort sul Lago di Costanza. Lì trascorse molto tempo, specialmente in estate, fino alla sua morte.
Morì il 10 maggio 1901 a Francoforte sul Meno, all'età di 72 anni. Fu sepolta, come suo fratello, nella chiesa forestale dei santi Pietro e Paolo nel distretto Wanse a Berlino.

## Ascendenza
|                                            |                                           |                                                | Genitori                                               |  |  | Nonni |  |  | Bisnonni                         |  |  | Trisnonni                    |  |
|                                            |                                           |                                                |                                                        |  |  |       |  |  | Federico Guglielmo II di Prussia |  |  | Augusto Guglielmo di Prussia |  |
|                                            |                                           |                                                |                                                        |  |  |       |  |  | Federico Guglielmo II di Prussia |  |  | Augusto Guglielmo di Prussia |  |
|                                            |                                           | Luisa Amalia di Brunswick-Lüneburg             |                                                        |  |  |       |  |  | Federico Guglielmo II di Prussia |  |  |                              |  |
| Federico Guglielmo III di Prussia          |                                           |                                                |                                                        |  |  |       |  |  | Federico Guglielmo II di Prussia |  |  |                              |  |
|                                            |                                           | Federica Luisa d'Assia-Darmstadt               | Luigi IX d'Assia-Darmstadt                             |  |  |       |  |  |                                  |  |  |                              |  |
|                                            |                                           | Federica Luisa d'Assia-Darmstadt               | Luigi IX d'Assia-Darmstadt                             |  |  |       |  |  |                                  |  |  |                              |  |
|                                            |                                           | Federica Luisa d'Assia-Darmstadt               | Carolina del Palatinato-Zweibrücken-Birkenfeld         |  |  |       |  |  |                                  |  |  |                              |  |
| Carlo di Prussia                           |                                           | Federica Luisa d'Assia-Darmstadt               |                                                        |  |  |       |  |  |                                  |  |  |                              |  |
|                                            |                                           | Carlo II di Meclemburgo-Strelitz               | Carlo Ludovico Federico di Meclemburgo-Strelitz        |  |  |       |  |  |                                  |  |  |                              |  |
|                                            |                                           | Carlo II di Meclemburgo-Strelitz               | Carlo Ludovico Federico di Meclemburgo-Strelitz        |  |  |       |  |  |                                  |  |  |                              |  |
|                                            |                                           | Carlo II di Meclemburgo-Strelitz               | Elisabetta Albertina di Sassonia-Hildburghausen        |  |  |       |  |  |                                  |  |  |                              |  |
| Luisa di Meclemburgo-Strelitz              |                                           | Carlo II di Meclemburgo-Strelitz               |                                                        |  |  |       |  |  |                                  |  |  |                              |  |
|                                            |                                           | Federica Carolina Luisa d'Assia-Darmstadt      | Giorgio Guglielmo d'Assia-Darmstadt                    |  |  |       |  |  |                                  |  |  |                              |  |
|                                            |                                           | Federica Carolina Luisa d'Assia-Darmstadt      | Giorgio Guglielmo d'Assia-Darmstadt                    |  |  |       |  |  |                                  |  |  |                              |  |
|                                            |                                           | Federica Carolina Luisa d'Assia-Darmstadt      | Maria Luisa Albertina di Leiningen-Dagsburg-Falkenburg |  |  |       |  |  |                                  |  |  |                              |  |
| Luisa di Prussia                           |                                           | Federica Carolina Luisa d'Assia-Darmstadt      |                                                        |  |  |       |  |  |                                  |  |  |                              |  |
|                                            | Carlo Augusto di Sassonia-Weimar-Eisenach | Ernesto Augusto II di Sassonia-Weimar-Eisenach |                                                        |  |  |       |  |  |                                  |  |  |                              |  |
|                                            | Carlo Augusto di Sassonia-Weimar-Eisenach | Ernesto Augusto II di Sassonia-Weimar-Eisenach |                                                        |  |  |       |  |  |                                  |  |  |                              |  |
|                                            | Carlo Augusto di Sassonia-Weimar-Eisenach | Anna Amalia di Brunswick-Wolfenbüttel          |                                                        |  |  |       |  |  |                                  |  |  |                              |  |
| Carlo Federico di Sassonia-Weimar-Eisenach | Carlo Augusto di Sassonia-Weimar-Eisenach |                                                |                                                        |  |  |       |  |  |                                  |  |  |                              |  |
|                                            |                                           | Luisa Augusta d'Assia-Darmstadt                | Luigi IX d'Assia-Darmstadt                             |  |  |       |  |  |                                  |  |  |                              |  |
|                                            |                                           | Luisa Augusta d'Assia-Darmstadt                | Luigi IX d'Assia-Darmstadt                             |  |  |       |  |  |                                  |  |  |                              |  |
|                                            |                                           | Luisa Augusta d'Assia-Darmstadt                | Carolina del Palatinato-Zweibrücken-Birkenfeld         |  |  |       |  |  |                                  |  |  |                              |  |
| Maria di Sassonia-Weimar-Eisenach          |                                           | Luisa Augusta d'Assia-Darmstadt                |                                                        |  |  |       |  |  |                                  |  |  |                              |  |
|                                            |                                           | Paolo I di Russia                              | Pietro III di Russia                                   |  |  |       |  |  |                                  |  |  |                              |  |
|                                            |                                           | Paolo I di Russia                              | Pietro III di Russia                                   |  |  |       |  |  |                                  |  |  |                              |  |
|                                            |                                           | Paolo I di Russia                              | Caterina II di Russia                                  |  |  |       |  |  |                                  |  |  |                              |  |
| Marija Pavlovna Romanova                   |                                           | Paolo I di Russia                              |                                                        |  |  |       |  |  |                                  |  |  |                              |  |
|                                            |                                           | Sofia Dorotea di Württemberg                   | Federico II Eugenio di Württemberg                     |  |  |       |  |  |                                  |  |  |                              |  |
|                                            |                                           | Sofia Dorotea di Württemberg                   | Federico II Eugenio di Württemberg                     |  |  |       |  |  |                                  |  |  |                              |  |
|                                            |                                           | Sofia Dorotea di Württemberg                   | Federica Dorotea di Brandeburgo-Schwedt                |  |  |       |  |  |                                  |  |  |                              |  |
|                                            |                                           | Sofia Dorotea di Württemberg                   |                                                        |  |  |       |  |  |                                  |  |  |                              |  |